# Elecciones presidenciales de Macedonia del Norte de 2024
Las elecciones presidenciales de Macedonia del Norte se realizaron el 24 de abril de 2024. Ningún candidato obtuvo la mayoría de los votos, por lo que se celebró una segunda vuelta el 8 de mayo, junto con las elecciones parlamentarias.
El presidente en ejercicio, Stevo Pendarovski, del izquierdista SDSM, se postuló para un segundo mandato consecutivo.
Ningún candidato obtuvo la mayoría de votos en la primera vuelta: la rival de derecha Gordana Siljanovska-Davkova quedó en primer lugar por un amplio margen y obtuvo el 41,2% de los votos, mientras que Pendarovski recibió el 20% de los votos y quedó en segundo lugar. Ambos se enfrentaron en la segunda vuelta el 8 de mayo, que se celebró paralelamente a las elecciones parlamentarias. En la segunda vuelta, Siljanovska derrotó al presidente Pendarovski por un amplio margen y fue elegida presidenta de Macedonia del Norte.

## Sistema electoral
El Presidente de Macedonia del Norte es elegido mediante un sistema modificado de dos vueltas; un candidato sólo puede ser elegido en la primera ronda de votación si recibe el equivalente a más del 50% de los votos de todos los votantes registrados. En la segunda vuelta, la participación electoral debe ser de al menos el 40% para que el resultado se considere válido. Antes de 2009, la constitución exigía que la participación en la segunda vuelta fuera del 50% para validar el resultado. Sin embargo, la enmienda XXXI aprobada el 9 de enero de 2009 redujo el umbral al 40%, ya que el gobierno de entonces temía que la tendencia a reducir la participación condujera a que las elecciones presidenciales fueran frecuentemente invalidadas. En las elecciones presidenciales de 2009, la participación en la segunda vuelta fue sólo del 42,6%.
Para poder participar en las elecciones, los candidatos potenciales deben recoger firmas de al menos 10.000 votantes registrados o 30 diputados.
La constitución exige que el presidente debe tener más de 40 años y haber vivido en el país diez de los últimos quince años.

## Candidatos
- Stevo Pendarovski, presidente actual de Macedonia del Norte.[10]
- Gordana Silianovska-Davkova, excandidata presidencial.[11]
- Stevčo Jakimovski, alcalde del Municipio de Karpoš.[12]
- Bujar Osmani, Ministro de Relaciones Exteriores.[13]
- Maksim Dimitrievski, Alcalde del Municipio de Kumanovo.[14]

## Campaña
Stevo Pendarovski apoya la revisión de la constitución para incluir el reconocimiento de una minoría búlgara en Macedonia del Norte , una condición impuesta por Bulgaria para permitir la adhesión del país a la Unión Europea. Gordana Siljanovska-Davkova pide negociaciones con la UE bajo un nuevo marco y que dichas enmiendas se realicen después de que Macedonia del Norte alcance la membresía en la UE. Pendarovski pide luchar contra la corrupción combatiendo a los grupos criminales organizados, mientras que Siljanovska-Davkova se centró en el poder judicial en su postura anticorrupción.
Tras la primera vuelta, Gordana Siljanovska-Davkova afirmó que "ha llegado la hora de que este gobierno se vaya" y describió los resultados como un "nuevo rumbo". También pidió a los votantes que demuestren "que siempre hemos pertenecido a Europa". Stevo Pendarovski expresó sorpresa y decepción por el resultado, pero expresó esperanzas de mejorar en la segunda vuelta, incluso con el apoyo de la comunidad albanesa. 
La Unión Democrática para la Integración , que representa a los albaneses étnicos y apoyó al exministro de Asuntos Exteriores Bujar Osmani como candidato presidencial, ofreció su apoyo en la segunda vuelta a cualquier candidato que apoye que la Asamblea de Macedonia del Norte elija al Presidente en futuras elecciones, en el esperanzas de que un albanés étnico ocupe el cargo. Sin embargo, tanto Pendarovski como Siljanovska-Davkova han rechazado la propuesta, afirmando que es democrático que la Presidencia sea elegida mediante votación directa.

## Encuestas de opinión

### Primera vuelta
| Encuesta | Fecha          | Tamaño de la muestra |                  |                        |              |            |                   |                  |                 |     |     |     |
| Encuesta | Fecha          | Tamaño de la muestra | Pendarovski SDSM | Siljanovska VMRO-DPMNE | Taravari ASh | Osmani BDI | Dimitrievski ZNAM | Vankovska Levica | Jakimovski GROM |     |     |     |
| -------- | -------------- | -------------------- | ---------------- | ---------------------- | ------------ | ---------- | ----------------- | ---------------- | --------------- | --- | --- | --- |
| Encuesta | Fecha          | Tamaño de la muestra | CRPC             | 8-13 Abr 2024          | 1.210        | 28.8       | 35.0              | 13.6             | 11.5            | 4.6 | 4.5 | 2.1 |
| МКД.мк   | 15-24 Mar 2024 | 1.200                | 19.8             | 36.5                   | 10.5         | 14.3       | 12.1              | 4.9              | 1.5             |     |     |     |
| CRPC     | 4-7 Mar 2024   | 1.085                | 29.3             | 35.5                   | 14.3         | 9.6        | 5.1               | 4.3              | 2.0             |     |     |     |
| IPIS     | 20 Feb 2024    | 1.212                | 22.3             | 39.2                   | 13.4         | 12.2       | 5.8               | 6.4              | –               |     |     |     |

### Segunda vuelta
| Encuesta | Fecha | Tamaño de la muestra |                  |                        |       |      |      |
| Encuesta | Fecha | Tamaño de la muestra | Pendarovski SDSM | Siljanovska VMRO-DPMNE |       |      |      |
| -------- | ----- | -------------------- | ---------------- | ---------------------- | ----- | ---- | ---- |
| Encuesta | Fecha | Tamaño de la muestra | МКД.мк           | 15-24 Mar 2024         | 1.200 | 44.2 | 55.8 |